# Тіні великого міста (фільм, 1915)
Тіні великого міста (англ. The Shadows of a Great City) — американська драма режисера Герберта Блаше 1915 року.

## У ролях
- Томас Джеффресон
- Аделаїда Тьюрстон